# Ammoxenidae
Ammoxenidae (лат. ) — семейство аранеоморфных пауков (Araneomorphae). Около 20 видов.

## Распространение
Австралия (два рода Austrammo, Barrowammo) и Южная Африка (два рода Ammoxenus, Rastellus).

## Описание
Охотники на термитов.
В ископаемом состоянии неизвестны. Самки отличаются редуцированными коготками пальп; развиты мутовчатые щетинки на вершинах пальп обоих полов. Размеры австралийских видов от 2 до 6 мм.

## Систематика
4 современных рода и около 20 видов
- Ammoxenus Simon, 1893 typus (Южная Африка)
  - 6 видов

- Austrammo Platnick, 2002 (Австралия)
  - 4 вида

- Barrowammo Platnick, 2002 (Австралия)
  - 1 вид: Barrowammo waldockae Platnick, 2002 (Австралия)

- Rastellus Platnick & Griffin, 1990 (Южная Африка)
  - 7 видов